# Піндале
Піндале (*бірм. ပင်းတလဲမင်း, 23 березня 1608 — 3 червня 1661) — 9-й володар імперії Таунгу в 1648—1661 роках.

## Життєпис
Походив з Другої династії Таунгу. Старший син Тхалуна, правителя держави, та Хін Мйо Сіт. Народився 1608 року. Здобув військову освіту. Протягом 1630-х років брав участь у походах з придушення повстань залежних племен й держав. 1647 року оголошено спадкоємцем трону (упарая), що викликало заколот невдоволених родичів. Втім його вдалося швидко придушити.
1648 року після смерті батька став новим володарем. Загалом продовжив політику попередника. У 1653 році заборонив вивезення голландяцми і португальцями ганзи (сплаву олова і міді, що використовувався як валюта) з Пегу до Танхльїну, а 1656 року повністю заборонив вивезення срібла з держави. Невдовзі також було заборонено вивіз дрібної мідної китайської монети. Усі ці заходи були спрямовані на збереження поповненості державної скарбниці та забезпечення рівня цін, обміну внутрішніх товарів на ганзу, а імпортованих — на срібло. Разом з тим налагодив вигідне співробітництво з Голландською Ост-Індською компанією.
У 1659 року під захист Піндале втік останній імператор Південної Мін Чжу Юлан, що викликало невдоволення імперії Цін. З останньою поступово розгортався конфлікт. 1661 року проти Піндале виступила цінська армія, що швидко підійшла до столиці Ави, яке опинилося в тяжкій ситуації. Ситуацію врятували португальські найманці-гармаші. Один з найманців — англієць Річард Коген — пострілом убив очільника китайського війська, внаслідок чого у ворожому табору почалася паніка, а потім стався відступ. Проте китайці перед тим сплюндрували значну частину державу, викликавши голод. Поширили дії бандитські групи та загони шаннських вождів, що грабували на шляхах. В цейчас значна частина монської знаті, ремісників та торгівців втекла до Аюттхаї. Спроба Піндале переслідувати їх закінчилася поразкою військаТаунгу. Торгівля до 1661 року практично припинилася.
Це суттєво підірвало вплив Піндале, чим скористався його брат П'ємін, віцекороль П'ї, який захопив Піндале, його дружину, сина та онука, яких наказав втопити в річці Чиндвін. Після цього П'ємін захопив трон.